# 21860 Joannaguy
21860 Joannaguy è un asteroide della fascia principale. Scoperto nel 1999, presenta un'orbita caratterizzata da un semiasse maggiore pari a 2,6854249 UA e da un'eccentricità di 0,0321373, inclinata di 3,31112° rispetto all'eclittica.